# Nagayasu Honda
Nagayasu Honda var en japansk fotbollsspelare.